# Year of the Dog… Again
Year Of The Dog… Again — шестой студийный альбом рэпера DMX, выпущенный 1 августа 2006 года. Содержит два сингла «We In Here» и «Lord Give Me a Sign». В первую неделю было продано 125 000 копий, и он дебютировал на втором месте в Billboard 200 и на первом месте в рэп-чартах. Является первым альбомом DMX, который был выпущен не на Def Jam, а также является первым альбомом, не дебютировавший на первом месте в Billboard 200 (до этого пять альбомов DMX подряд в этом чарте дебютировали на первом месте). После этого альбома карьера DMX пошла на спад, из за частых попаданий в тюрьму и употребления наркотиков. Также на альбоме должна была быть песня Pump Ya Fist (feat. Swizz Beatz) на которую даже был снят видеоклип, но по неизвестным причинам песня не вошла в трек-лист альбома, хотя в Японской версии альбома песня присутствует.

## Песни
- Первоначальное название альбома — «Here We Go Again».
- Певица Janyce выступает в трёх песнях с альбома, в основном с исполнением бэк-вокала.
- После песни «Wrong or Right (I’m Tired)» на 3:52 есть сегмент, в котором DMX говорит о «Real Talk», о «панках с рюкзаками, скейтбордах» и о другом.
- Песня «Wrong or Right (I’m Tired)» первоначально называлась «Shit That I Do».
- По слухам, трек «Who Dat», которого нет на Американской версии альбома, появился в издании Великобритании и Японии. Также в японской версии присутствует песня «Pump Ya Fist», которой тоже нету в американской версии.
- Демоверсию «I Run Shit» можно услышать на DVD версии «Year of the Dog… Again».
- Первоначально, по слухам, трек «I Run Shit» должен был стать первым синглом.
- «Dog Love» должен был быть записан с двумя исполнительницами, Keyshia Cole и Amerie, но трек был записан только совместно с Amerie, такое указание выдвинул лейбл Sony Urban, чтобы сформировать окончательную версию «Year of the Dog… Again»

## Список композиций
| №   | Название                                            | Продюсеры                   | Длительность |
| --- | --------------------------------------------------- | --------------------------- | ------------ |
| 1.  | «Intro»                                             | Dame Grease                 | 1:32         |
| 2.  | «We in Here»                                        | Swizz Beatz                 | 3:54         |
| 3.  | «I Run Shit» (feat. Big Stan)                       | Swizz Beatz                 | 3:56         |
| 4.  | «Come Thru (Move)» (feat. Busta Rhymes)             | Swizz Beatz                 | 3:42         |
| 5.  | «It's Personal» (feat. Styles P & Jadakiss)         | The Tuneheadz               | 3:44         |
| 6.  | «Baby Motha» (feat. Janyce)                         | Swizz Beatz                 | 4:41         |
| 7.  | «Dog Love» (feat. Amerie & Janyce)                  | Chad Elliot & Eddie Timmons | 3:42         |
| 8.  | «Wrong or Right? (I'm Tired)» (feat. Bazaar Royale) | Elite                       | 5:24         |
| 9.  | «Give 'Em What They Want»                           | Scott Storch                | 2:46         |
| 10. | «Walk These Dogs» (feat. Kashmir)                   | Dame Grease                 | 2:56         |
| 11. | «Blown Away» (feat. Janyce & Jinx)                  | Divine Bars                 | 4:02         |
| 12. | «Goodbye»                                           | Da Gutta Fam                | 4:50         |
| 13. | «Life Be My Song»                                   | Dame Grease                 | 4:02         |
| 14. | «The Prayer VI»                                     | DMX                         | 1:30         |
| 15. | «Lord Give Me a Sign»                               | Scott Storch                | 3:28         |

## Чарты
| Чарт (2006)                           | Высшая позиция |
| ------------------------------------- | -------------- |
| Australian Albums Chart               | 32             |
| Austrian Albums Chart                 | 23             |
| Belgian Albums Chart                  | 39             |
| Canadian Albums Chart                 | 4              |
| Dutch Albums Chart                    | 70             |
| French Albums Chart                   | 43             |
| German Albums Chart                   | 7              |
| New Zealand Albums Chart              | 37             |
| Swiss Albums Chart                    | 7              |
| UK Albums Chart                       | 22             |
| U.S. Billboard 200                    | 2              |
| U.S. Billboard Top R&B/Hip-Hop Albums | 1              |
| U.S. Billboard Top Rap Albums         | 1              |